# Houston Oilers 1990
La stagione 1990 degli Houston Oilers è stata la 21ª della franchigia nella National Football League, la 31ª complessiva Con 9 vittorie e 7 la squadra si classificò al secondo posto della AFC Central division, qualificandosi ai playoff per il quarto anno consecutivo. Con 405 punti segnati gli Oilers si classificarono secondi nella NFL. Il 16 dicembre 1990, Warren Moon passò 527 yard contro i Kansas City Chiefs, la seconda prestazione di tutti i tempi. Moon, che a fine anno fu premiato come miglior giocatore offensivo dell'anno della NFL era parte dell’attacco "Run and shoot" degli Oilers che vedeva la presenza anche dei compagni Ernest Givens, Drew Hill, Haywood Jeffires e Curtis Duncan. La stagione di Houston si chiuse però al primo turno di playoff con una netta sconfitta contro i Cincinnati Bengals rivali di division per 41-14.

## Roster
| Roster degli Houston Oilers nel 1990 |
| --- |
| Quarterback - 14 Cody Carlson - 1 Warren Moon Running Back - 20 Allen Pinkett KR - 44 Lorenzo White Wide Receiver - 80 Curtis Duncan - 81 Ernest Givins - 83 Leonard Harris - 85 Drew Hill - 84 Haywood Jeffires - 82 Tony Jones Tight End Offensive Linemen - 66 Doug Dawson G - 78 Don Maggs T - 74 Bruce Matthews C - 63 Mike Munchak G - 70 Dean Steinkuhler T - 73 David Williams T Defensive Linemen - 76 Jeff Alm DT - 79 Ray Childress DT - 95 William Fuller DE - 90 Ezra Johnson DE - 96 Sean Jones DE - 94 Glenn Montgomery DT - 72 Willis Peguese DE - 99 Doug Smith DT Linebacker - 51 Eric Fairs MLB - 56 Scott Kozak OLB - 57 Lamar Lathon OLB - 91 Johnny Meads OLB - 53 Eugene Seale MLB - 54 Al Smith MLB Defensive Back - 28 Cris Dishman CB - 23 Richard Johnson CB - 25 Bubba McDowell SS - 26 Bo Orlando FS Special Team - 9 Greg Montgomery P - 7 Tony Zendejas K                                                                                                 |
| Legenda - I rookie sono in corsivo. - Il primo ruolo è il principale mentre gli eventuali successivi indicano i ruoli secondari. - (IR) sta per Injured Reserve ed indica la lista ristretta per un solo giocatore infortunato che può tornare ad allenarsi dopo la settimana 6 e a rientrare in prima squadra dopo che questa ha giocato 8 partite. - (NF-Inj.) / (NF-Ill.) stanno rispettivamente per Non-Football Injured e Non-Football Illness ed indicano le liste dove viene inserito un giocatore che ha un infortunio o una malattia non dipendente dal football americano. - (PUP) sta per Physically Unable to Perform ed indica la lista dove viene inserito un giocatore mentre è in attesa di recuperare la condizione fisica. Nella stagione regolare dopo la sesta partita giocata dalla propria squadra, il giocatore ha tempo tre settimane per riprendere ad allenarsi, più tre settimane aggiuntive dal suo rientro agli allenamenti per rientrare in prima squadra. |

Fonte:

## Calendario
| Stagione regolare |                        |                    |
| Turno             | Avversario             | Risultato          |
| 1                 | at Atlanta Falcons     | S 47–27            |
| 2                 | at Pittsburgh Steelers | S 20–9             |
| 3                 | Indianapolis Colts     | V 24–10            |
| 4                 | at San Diego Chargers  | V 17–7             |
| 5                 | San Francisco 49ers    | S 24–21            |
| 6                 | Cincinnati Bengals     | V 48–17            |
| 7                 | New Orleans Saints     | V 23–10            |
| 8                 | New York Jets          | S 17–12            |
| 9                 | at Los Angeles Rams    | S 17–13            |
| 10                | Settimana di pausa     | Settimana di pausa |
| 11                | at Cleveland Browns    | V 35–23            |
| 12                | Buffalo Bills          | V 27–24            |
| 13                | at Seattle Seahawks    | S 13–10            |
| 14                | Cleveland Browns       | V 58–14            |
| 15                | at Kansas City Chiefs  | V 27–10            |
| 16                | at Cincinnati Bengals  | S 40–20            |
| 17                | Pittsburgh Steelers    | V 34–14            |

## Classifiche
| AFC Central            | AFC Central | AFC Central | AFC Central | AFC Central | AFC Central | AFC Central | AFC Central | AFC Central | AFC Central |
|                        | V           | S           | P           | %           | DIV         | CONF        | PF          | PS          | Str.        |
| ---------------------- | ----------- | ----------- | ----------- | ----------- | ----------- | ----------- | ----------- | ----------- | ----------- |
| (3) Cincinnati Bengals | 9           | 7           | 0           | .563        | 5–1         | 8–4         | 360         | 352         | V2          |
| (6) Houston Oilers     | 9           | 7           | 0           | .563        | 4–2         | 8–4         | 405         | 307         | V1          |
| Pittsburgh Steelers    | 9           | 7           | 0           | .563        | 2–4         | 6–6         | 292         | 240         | S1          |
| Cleveland Browns       | 3           | 13          | 0           | .188        | 1–5         | 2–10        | 228         | 462         | S2          |

## Premi
- Warren Moon:

giocatore offensivo dell'anno